# Odwołanie (postępowanie administracyjne)
Odwołanie – środek odwoławczy, uruchamiający administracyjny tok instancji (obok zażalenia). Odwołanie od decyzji organu pierwszej instancji zaliczane jest do środków prawnych zwyczajnych oraz względnie dewolutywnych. Przysługuje od decyzji wydanych w toku postępowania prowadzonego w trybie zwyczajnym, jak i nadzwyczajnym.

## Uprawnienie do wniesienia
Prawo do odwołania przysługuje stronie postępowania administracyjnego, niezależnie od uczestnictwa w postępowaniu przed organem pierwszej instancji czy doręczenia decyzji, a także uczestnikom postępowania na prawie strony, czyli organizacji społecznej, prokuratorowi, Rzecznikowi Praw Obywatelskich oraz podmiotom mającym na mocy przepisów szczególnych prawa strony w postępowaniu dotyczącym interesu prawnego innej osoby.

## Termin na wniesienie, suspensywność odwołania
Co do zasady termin odwołania wynosi 14 dni od dnia doręczenia lub ogłoszenia decyzji. Odwołanie ma co do zasady charakter suspensywny; wyjątkami są następujące sytuacje:
- gdy decyzji nadano rygor natychmiastowej wykonalności lub
- podlega ona natychmiastowemu wykonaniu z mocy ustawy lub
- jeżeli uwzględnia żądanie wszystkich stron lub
- jeżeli wszystkie strony zrzekły się prawa do wniesienia odwołania.

## Wymogi formalne
Odwołanie jest podaniem. Co do zasady nie trzeba szczegółowo uzasadniać odwołania. Odrębne ustawy mogą wskazywać dodatkowe wymogi formalne dla odwołania.

## Zrzeczenie się prawa do wniesienia odwołania
Od 1 czerwca 2017 r. przed upływem terminu do wniesienia odwołania strona może zrzec się prawa do wniesienia odwołania wobec organu administracji publicznej, który wydał decyzję. Z dniem doręczenia organowi administracji publicznej oświadczenia o zrzeczeniu się prawa do wniesienia odwołania przez ostatnią ze stron postępowania, decyzja staje się ostateczna i prawomocna

## Wniosek o ponowne rozpatrzenie sprawy
Jeżeli decyzję wydał w pierwszej instancji minister w rozumieniu k.p.a. lub samorządowe kolegium odwoławcze nie wnosi się od niej odwołania, lecz można wystąpić z wnioskiem o ponowne rozpatrzenie sprawy. Do tego wniosku stosuje się odpowiednio przepisy o odwołaniu.